# Бабиці-Нові
Бабиці-Нові (пол. Babice Nowe) — село в Польщі, у гміні Старі Бабиці Варшавського-Західного повіту Мазовецького воєводства.
Населення — 573 особи (2011).
У 1975-1998 роках село належало до Варшавського воєводства.

## Демографія
Демографічна структура станом на 31 березня 2011 року:
|          | Загалом | Допрацездатний вік | Працездатний вік | Постпрацездатний вік |
| -------- | ------- | ------------------ | ---------------- | -------------------- |
| Чоловіки | 280     | 50                 | 198              | 32                   |
| Жінки    | 293     | 51                 | 174              | 68                   |
| Разом    | 573     | 101                | 372              | 100                  |